# 絕對目標—豺狼末日
《絕對目標—豺狼末日》（英語：The Jackal）是一部1997年美國動作驚悚片，講述一名被監禁的愛爾蘭共和軍戰士獲釋，以幫助阻止一名殘忍、神秘的殺手完成下一份任務。電影由麥可·卡頓-鍾斯執導，查克·費瑞爾編劇，布魯斯·威利、李察·吉爾、西德尼·波蒂埃和黛安娜·薇諾拉主演。《絕對目標－豺狼末日》為1973年電影《豺狼之日》的輕度重拍，後者改編自弗雷德里克·福赛思的1971年同名小說。電影1997年11月14日美國上映，評價不佳，整體不如原版，但票房表現成功。

## 劇情
在一次由美國FBI與俄國聯邦內務部的一次聯合逮捕行動中，瓦倫蒂娜·科斯洛娃少校為了保護FBI副局長卡特·普雷斯頓而槍殺了亞拜塞然黑手黨首領穆拉德的弟弟特雷克。穆拉德知曉弟弟被殺害後先處決保護不周的手下，隨後以七千萬美元聘請名為「豺狼」的職業殺手。
兩周後聯邦內務部的探員逮捕一名穆拉德的心腹，在他的公事包的資料猜測穆拉德打算暗殺FBI局長唐納.布朗，同時也得知豺狼這號人物，美方對此人一無所知，但是俄方曾經僱用此人暗殺目標，只知道豺狼是美國人且曾受過特種部隊特訓，擅長易容打扮且有反社會人格障礙。而見過豺狼真面目的只剩下已經移居美國的前西班牙恐怖分子伊莎貝拉·西莉亞·贊科納，伊莎貝拉曾經與愛爾蘭共和軍狙擊手戴肯.約瑟夫.莫昆交往，而只有莫昆知曉伊莎貝拉的下落，於是瓦倫蒂娜與普雷斯頓先拜會在監獄服刑的莫昆，莫昆得知兩人的目標是尋找豺狼後，為了不讓伊莎貝拉涉入危險，於是透露他也認識豺狼，隨後與普雷斯頓以幫助他們為條件希望能假釋，普雷斯頓雖然答應莫昆的協助但沒辦法讓他假釋，同時聲明無論莫昆想逃跑或是愛爾蘭共和軍來接應莫昆，他會格殺勿論。
而在豺狼這邊，豺狼先偷取別人的護照，用了此人的身份購買武器送置加拿大，然後在當地購買廂型車運送武器，同時也解決掉想攔截他貨物的匪徒，然後委託一名技工拉蒙製作支架和遙控器，可是被拉蒙乘機勒索，於是豺狼在完工後假借測試武器為由將拉蒙處決。
而莫昆隨FBI、瓦倫蒂娜會見已經有家室的伊莎貝拉，後者先向瓦倫蒂娜提供次豺狼的情報，隨後與莫昆說明她早已私藏一本護照和一萬美金在車站保險箱讓莫昆逃走，莫昆以前與伊莎貝拉交往時已有孩子，卻因豺狼的關係而令伊莎貝拉流產，而莫昆想除害才想幫助FBI。FBI從先前被竊取護照的失主報案下得知豺狼下落可能在加拿大，加上拉蒙被殺之事曝光後眾人立即前往當地，在拉蒙遺留的設計圖察覺到豺狼可能利用大口徑武器因此才需要用到支架，但是要把武器從加拿大運到美國極不容易，莫昆察覺到在美國五大湖有舉辦大型競賽活動，豺狼有可能會冒充成美國隊員將武器從加拿大偷運過來。於是眾人前往活動地點調查，而瓦倫蒂娜與莫昆同時發現豺狼，但因遊客眾多讓豺狼成功逃離。而莫昆發覺豺狼看到自己時的表情並不訝異，懷疑有人對豺狼通風報信，起初普雷斯頓對莫昆的推斷半信半疑，於是監聽所有人才抓到內奸是俄國大使館的局長。莫昆與普雷斯頓在看大使館局長提供給豺狼資料察覺到其中一個電話號碼是FBI的資料庫號碼，先前秘密會見伊莎貝拉時普雷斯頓下令不能上報，但是其中一個探員還是把記錄如實上報，聽完簡報感到大事不妙的兩人立即前往伊莎貝拉的住宅。
而待在伊莎貝拉家的瓦倫蒂娜早先把伊莎貝拉一家送往安全地點，自己則與兩名FBI探員守株待兔，但還是被豺狼識破。首先豺狼將兩名FBI探員殺害，然後射傷了瓦倫蒂娜，受到致命傷的瓦倫蒂娜僅剩20分鐘可活，於是豺狼讓瓦倫蒂娜帶話給莫昆：「你無法保護你的女人」，而瓦倫蒂娜苦撐到莫昆到來把話傳達給莫昆後便斷氣了。
FBI局長布朗在海軍陸戰隊的基地接受保護，眾人料想豺狼不敢正大光明殺進來之時，莫昆在電視看到第一夫人的訪談，加上瓦倫蒂娜的遺言才恍然大悟，於是闖入布朗和普萊斯頓的面前講出自己的推斷：因為穆拉德殺目標時一向都是公佈於世的，而豺狼明知道局長被保護的如此周到也沒有放棄目標，而原本局長與第一夫人本來要參加一間醫院的開幕典禮，猜測局長只是幌子，第一夫人才是真目標。於是普雷斯頓、莫昆和部分陸戰隊立即前往目的地，並讓當地警員協同調查，但是豺狼將車子顏色改換掉又掛上偷來的停車證，自己又假扮成警員將前來調查的真警察給打發走。於是莫昆與一名陸戰隊隊員在屋頂用狙擊槍四處搜索，而普雷斯頓與其他人就地搜索，莫昆透過狙擊槍發現改裝後的廂型車，然後用槍打壞槍枝的鏡頭，豺狼因鏡頭損壞只能被迫盲目開槍，普雷斯頓在豺狼開槍一瞬間救下第一夫人，自己也受了輕傷，隨後莫昆讓陸戰隊隊員打壞廂型車，自己去追逃跑的豺狼，而廂型車被打壞讓計劃失敗的豺狼選擇搭乘地鐵逃離，但是行蹤依然被莫昆發現，兩人隨即發生槍戰，豺狼腿被莫昆射傷後脅持一名人質讓莫昆繳械，莫昆不忍人質被殺害於是丟棄自己的槍，豺狼放走人質後打算射殺莫昆，卻被趕來的伊莎貝拉射傷。原來在瓦倫蒂娜被殺害沒多久，伊莎貝拉有特地趕回來，原本打算過安穩的日子但沒預料豺狼依然沒打算放過她，於是與莫昆合謀一起除掉豺狼。豺狼受傷後打算假死然後除掉兩人，幸好被莫昆即時發現，於是用伊莎貝拉的槍將豺狼擊斃。
幾天後，普雷斯頓與莫昆參加豺狼的葬禮，結束後表示他會回莫斯科將穆拉德繩之以法，並表示他與布朗雖然感謝莫昆的協助但對於不能將他釋放而只能將他轉移監獄表示遺憾。而普雷斯頓也早已知曉伊莎貝拉有轉交護照和金錢給莫昆，於是對莫昆表示他已經是救下第一夫人的英雄，因此做錯什麼事都不會被譴責，然後自己去買咖啡而不小心讓莫昆逃走，莫昆與普雷斯頓互相表示謝意後便分道揚鑣。

## 演員
- 布魯斯·威利飾演豺狼（英语：Jackal (The Day of the Jackal)）
- 李察·吉爾飾演戴克蘭·喬瑟夫·馬爾昆（Declan Joseph Mulqueen）
- 西德尼·波蒂埃飾演FBI副局長卡特·普雷斯頓（FBI Deputy Director Carter Preston）
- 黛安娜·薇諾拉（英语：Diane Venora）飾演俄罗斯联邦内务部瓦倫蒂娜·科斯洛娃少校（Major Valentina Koslova, MVD）
- 瑪蒂爾達·梅（英语：Mathilda May）飾演伊莎貝拉·西莉亞·贊科納（Isabella Celia Zancona）
- J·K·西蒙斯飾演提莫西·I·威斯彭（FBI Agent Timothy I. Witherspoon）
- 理查·林恩貝克（英语：Richard Lineback）飾演FBI探員麥墨菲（FBI Agent McMurphy）
- 傑克·布萊克飾演伊恩·拉蒙特（Ian Lamont）
- 泰絲·哈珀（英语：Tess Harper）飾演第一夫人艾蜜莉·考恩（First Lady Emily Cowan）
- 萊斯利·菲利普斯飾演伍爾伯頓（Woolburton）
- 史蒂芬·史賓尼拉飾演道格拉斯（Douglas）
- 蘇菲·歐克妮多飾演牙買加女孩
- 大衛·海曼（英语：David Hayman）飾演特雷克·穆拉德（Terek Murad）
- 金大賢飾演赤司（Akashi）
- 拉里·金飾演他自己

## 製作
電影在1996年8月19日至11月30日拍攝，並在世界各地拍攝（如在芬蘭波爾沃取景）及後製。早期試映版本有一名無辜的男人因威利的角色而躲進同性戀酒吧中。全場為殺戮大聲歡呼，這引起了GLAAD的注意。GLAAD娛樂媒體總監查兹·波諾（Chaz Bono）與《絕對目標－豺狼末日》監製西恩·丹尼爾進行了交談，後者安排重剪該橋段。威利最後成功地在電影中保住了同性之吻。

## 外部連結
- 互联网电影数据库（IMDb）上《絕對目標—豺狼末日》的资料（英文）
- Box Office Mojo上《絕對目標—豺狼末日》的資料（英文）